# Milan Rodić
Milan Rodić (en cirílico: Mилaн Poдић; Drvar, actual Bosnia y Herzegovina, 2 de abril de 1991) es un futbolista serbio que juega como defensa en el F. C. Zürich de la Superliga de Suiza.

## Trayectoria
Rodić inició su carrera futbolística en el OFK Belgrado, con quien debutó el 26 de abril de 2009 contra el FK Partizan con 18 de edad cumplidos ese mes. Dos años después, el 25 de abril de 2012 fue votado por el sitio web Sportal como el mejor lateral izquierdo de la jornada 26 de la SuperLiga Serbia.
El 31 de enero de 2013 Rodić firmó con el FC Zenit San Petersburgo tras 70 partidos oficiales de liga disputados en la SuperLiga con el OFK. El defensa debutó con el Zenit en un partido de la Liga Europa de la UEFA ante el Liverpool.

## Palmarés

### Títulos nacionales
| Título                | Club                      | País   | Año  |
| --------------------- | ------------------------- | ------ | ---- |
| Liga Premier de Rusia | Zenit de San Petersburgo  | Rusia  | 2015 |
| Superliga de Serbia   | Estrella Roja de Belgrado | Serbia | 2018 |
| Superliga de Serbia   | Estrella Roja de Belgrado | Serbia | 2019 |
| Superliga de Serbia   | Estrella Roja de Belgrado | Serbia | 2020 |
| Superliga de Serbia   | Estrella Roja de Belgrado | Serbia | 2021 |
| Copa de Serbia        | Estrella Roja de Belgrado | Serbia | 2021 |
| Superliga de Serbia   | Estrella Roja de Belgrado | Serbia | 2022 |
| Copa de Serbia        | Estrella Roja de Belgrado | Serbia | 2022 |
| Superliga de Serbia   | Estrella Roja de Belgrado | Serbia | 2023 |
| Copa de Serbia        | Estrella Roja de Belgrado | Serbia | 2023 |
| Superliga de Serbia   | Estrella Roja de Belgrado | Serbia | 2024 |
| Copa de Serbia        | Estrella Roja de Belgrado | Serbia | 2024 |
| Superliga de Serbia   | Estrella Roja de Belgrado | Serbia | 2025 |
| Copa de Serbia        | Estrella Roja de Belgrado | Serbia | 2025 |